# Observatoire Goethe Link
L'Observatoire Goethe Link est un observatoire astronomique situé près de Brooklyn (Indiana) (États-Unis) propriété de l'université de l'Indiana à Bloomington et géré par la Indiana Astronomical Society. Il est nommé en l'honneur du Docteur Goethe Link, un chirurgien d'Indianapolis qui le construisit sur ses propres fonds. La construction de l'observatoire débuta en 1937 et le télescope fut opérationnel en 1939. Link fit don de l'observatoire à l'université d'Indiana en 1948.
De nombreuses découvertes d'astéroïdes y furent faites, dont (1578) Kirkwood. Elles sont créditées par le Centre des planètes mineures sous le nom "Indiana University", qui conduisit le Indiana Asteroid Program à Goethe Link de 1949 à 1967 à l'aide d'un astrographe équipé d'un triplet de Cooke de 10 pouces f/6.5. L'astéroïde (1728) Goethe Link y fut découvert le 12 octobre 1964.